# Province du Golestan
Pour les articles homonymes, voir Golestan.
Le Golestan (en persan : گلستان / Golestân) est une des 31 provinces d'Iran, située au nord-est du pays. Sa capitale est Gorgan.

## Géographie

### Situation
Le Golestan s'étend sur 20 367 km2 au nord-est de l'Iran, le long de la frontière avec le Turkmenistan. Limitrophe des provinces du Khorasan septentrional à l'est, de Semnan au sud et du Mazandéran au sud-ouest, il possède un littoral sur la mer Caspienne à l'ouest.

### Relief
La province est divisée en deux parties, les plaines et les montagnes de l'Elbourz. Dans la partie orientale de l'Elbourz, les montagnes sont orientées vers le nord-est et l'altitude décroît graduellement. Le point culminant de la province est Shavar avec 3 945 mètres.

### Climat
Le Golestan a un climat tempéré la plupart de l'année.

## Histoire
Les premières traces d'installations humaines dans cette région datent de 1 000 ans av. J.-C. Les traces de la cité antique de Jorjan peuvent toujours être vues non loin de la ville de Gorgan. Cette ville était importante en Perse, car située sur la Route de la soie.
Les dynasties Bouyides et Ziyarides étaient originaires de cette région. Elles sont connues pour avoir fait revivre la culture perse préislamique. Par exemple, les dirigeants bouyides se faisaient appeler Shâhanshâh (شاهنشاه), qui signifie littéralement Roi des Rois, un terme utilisé par les Sassanides.
La région du Golestan fait partie du Mazandéran jusqu'en 1997, date à laquelle elle est érigée en province distincte.

## Démographie
La population de la province s'élevait à 1,7 million d'habitants en 2005.

## Politique et administration
La province est divisée en douze préfectures.
|    | Abréviations   | Préfectures |
| -- | -------------- | ----------- |
|    |                |             |
| A  | Aliabad        |             |
| Ag | Aqqala         |             |
| Az | Azadshahr      |             |
| BG | Bandar-e Gaz   |             |
| BT | Torkaman       |             |
| G  | Gorgan         |             |
| Ga | Galikash       |             |
| Go | Gonbad-e Qabus |             |
| K  | Kalaleh        |             |
| Ko | Kordkuy        |             |
| M  | Minudasht      |             |
| R  | Ramian         |             |

## Culture et patrimoine

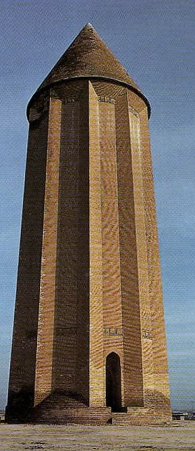
Le mausolée de Qâbûs bin Vushmagîr à Gonbad-e Qabus, construit en 1007

La minorité turkmène réside dans le nord de la province, particulièrement dans les villes de Gonbad et Bandar Turkaman. D'autres minorités comme les Baloutches, les Turcs, les Afghans et les Arméniens résident aussi dans la région et ont su préserver leurs traditions et leurs rituels.
La plus haute tour de briques du monde se trouve dans cette région. C'est la fameuse Gonbad-e Qabus, construite par un émir de la région en 1007.

## Universités
- 1. Université de sciences agronomiques et des ressources naturelles de Gorgan
  2. Université des sciences médicales de Gorgan
  3. Université des sciences médicales de Golestan
  4. Université islamique libre de Ali Abad katool
  5. Université islamique libre de Azadshahr